# Amytornis woodwardi
Amytornis woodwardi е вид птица от семейство Maluridae. Видът е световно застрашен, със статут Уязвим.

## Разпространение
Разпространен е в Австралия.